# Iker Bravo
Iker Bravo Solanilla (San Cugat del Vallés, Barcelona, 13 de enero de 2005) es un futbolista español que juega como delantero en el Udinese Calcio de la Serie A.
Es el segundo jugador más joven en debutar en la Bundesliga, tras Zidan Sertdemir, y el segundo de la historia del Bayer Leverkusen, después del mencionado Sertdemir, quien le arrebató el honor tras haber superado Bravo la marca anterior de Florian Wirtz.

## Trayectoria
Entró a las formativas del Fútbol Club Barcelona en 2010, a la edad de cinco años, donde permaneció hasta alcanzar el primer equipo cadete en la temporada 2020-21. En ese momento rechazó una oferta de renovación, al no tener sitio en el juvenil, para el 28 de julio oficializarse su fichaje por el Bayer Leverkusen Fußball como agente libre.
Pasó a formar parte del equipo filial, el Bayer Leverkusen II, en la Regionalliga West, al tiempo que compaginaba trabajo con el primer equipo, hasta finalmente debutar como profesional el 27 de octubre en la Copa de Alemania, en la derrota 2-1 frente al Karlsruher Sport-Club, con 16 años y 287 días, el más joven de la historia del club, superando la precocidad de Florian Wirtz.
Pocos días después, el 7 de noviembre, con 16 años y 298 días, debutó con el primer equipo del Bayer Leverkusen en la Bundesliga en el empate 1-1 ante el Hertha Berliner Sport-Club y se convirtió en el segundo jugador más joven en debutar en la competición, y el primero en el club del Ruhr. Pese a ello, en ese mismo partido, dichos récords fueron superados por su compañero de equipo, el danés Zidan Sertdemir, quien debutó al entrar al partido en el minuto 86, 7 minutos después de Bravo.

## Selección nacional

### Categorías inferiores
Tras debutar internacionalmente con las selecciones sub-15 y sub-17 de España, pasó a formar parte del equipo sub-19.

## Estadísticas

### Clubes
Actualizado al último partido disputado el 25 de mayo de 2025.
| Club                                | Div.          | Temporada     | Liga  | Liga  | Liga   | Copas nacionales | Copas nacionales | Copas nacionales | Copas internacionales | Copas internacionales | Copas internacionales | Total | Total | Total  |
| Club                                | Div.          | Temporada     | Part. | Goles | Asist. | Part.            | Goles            | Asist.           | Part.                 | Goles                 | Asist.                | Part. | Goles | Asist. |
| ----------------------------------- | ------------- | ------------- | ----- | ----- | ------ | ---------------- | ---------------- | ---------------- | --------------------- | --------------------- | --------------------- | ----- | ----- | ------ |
| Bayer Leverkusen · Alemania         | 1.ª           | 2021-22       | 1     | 0     | 0      | 1                | 0                | 0                | —                     | —                     | —                     | 2     | 0     | 0      |
| Bayer Leverkusen · Alemania         | Total club    | Total club    | 1     | 0     | 0      | 1                | 0                | 0                | 0                     | 0                     | 0                     | 2     | 0     | 0      |
| Real Madrid C. F. Castilla · España | 3.ª           | 2022-23       | 25    | 3     | 0      | —                | —                | —                | —                     | —                     | —                     | 25    | 3     | 0      |
| Real Madrid C. F. Castilla · España | 3.ª           | 2023-24       | 0     | 0     | 0      | —                | —                | —                | —                     | —                     | —                     | 0     | 0     | 0      |
| Real Madrid C. F. Castilla · España | Total club    | Total club    | 25    | 3     | 0      | 0                | 0                | 0                | 0                     | 0                     | 0                     | 25    | 3     | 0      |
| Udinese Calcio · Italia             | 1.ª           | 2024-25       | 28    | 2     | 1      | 2                | 0                | 0                | —                     | —                     | —                     | 30    | 2     | 1      |
| Udinese Calcio · Italia             | Total club    | Total club    | 29    | 2     | 1      | 2                | 0                | 0                | 0                     | 0                     | 0                     | 30    | 2     | 1      |
| Total carrera                       | Total carrera | Total carrera | 54    | 5     | 1      | 3                | 0                | 0                | 0                     | 0                     | 0                     | 57    | 5     | 1      |

## Palmarés

### Títulos internacionales
| Título                               | Equipo        | Sede              | Año  |
| ------------------------------------ | ------------- | ----------------- | ---- |
| Campeonato Europeo de la UEFA Sub-19 | España sub-19 | Irlanda del Norte | 2024 |